# Petrolátum

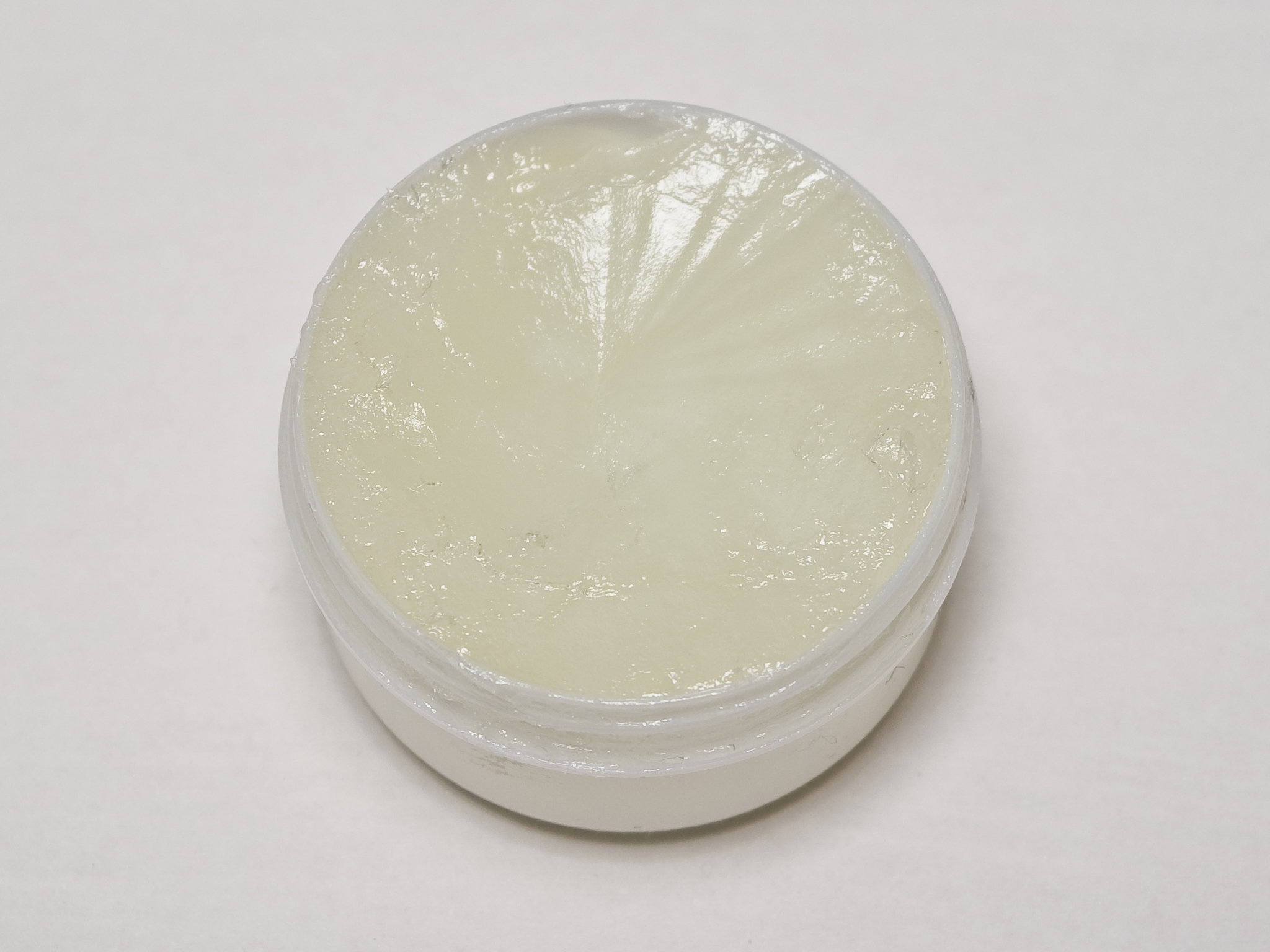
Fehér színű petrolátum, más néven vazelin

A petrolátum (más néven puha paraffin vagy vazelin) gélállagú szénhidrogén-keverék (főként 25 szénatomnál hosszabb szénláncot tartalmazó szénhidrogének keveréke). Régebben elsősorban a neki tulajdonított gyógyító hatás miatt alkalmazták. Elterjedt vélekedés volt, hogy szinte minden betegségre jótékony hatással van. Később ezen hatások számos területen nem bizonyultak valósnak.

## Története
Először az Egyesült Államokban, Pennsylvaniában lévő Titusville-ben azonosították, ugyanis itt komoly gondot okozott, mert eltömítette az olajkutak csőrendszerét. A munkások először égések kezelésére használták.
A petrolátumot először egy fiatal kémikus, Robert Chesebrough tanulmányozta. Rájött, hogy desztillálással világos színű, gélszerű anyaggá alakul. A folyamatot 1872-ben levédette.
Chesebrough sokat utazott, és különféle bemutatókat tartott a vazelinnel kapcsolatban: nyilvánosan megégette a bőrét, vagy savat öntött rá, majd vazelinnel bekente az égett bőrfelületet, azt állítva, hogy ez a csodaszer meggyógyítja azt. A bemutatók annyira sikeresek voltak, hogy 1870-ben gyárat alapított Brooklynban, és Vazelin néven árusítani kezdte a petrolátumot.

## Fizikai tulajdonságok
A petrolátum éghető, gélállagú, szénhidrogének keverékéből álló anyag. Olvadáspontja 37 °C körül van (a szénhidrogének átlagos tulajdonságaitól függően). Színtelen, áttetsző, íztelen és szagtalan anyag. Levegő hatására nem oxidálódik, és nehezen lép reakcióba más anyagokkal. Vízben nem oldódik. Kloroformban, benzolban, szén-diszulfidban és terpentinben jól oldható.
Általános tévhit (mely azon alapul, hogy a bőrön ugyanolyan érzést kelt), hogy a petrolátum és a glicerin nagyon hasonló anyagok. Míg a petrolátum apoláris szénhidrogén (víztaszító), addig a glicerin alkohol, mely így poláris, azaz erősen vonzza a vizet. Tapintásuk nagyon hasonló: a petrolátum zsíros hatást kelt, míg a glicerin a levegőben található nedvesség megkötésével teszi síkossá a felületet. Az érzet rendkívül hasonló, de míg az egyik vízzáró réteget képez, addig a másik vizet köt meg a felületen.

## Felhasználási területek
- Chesebrough először égési sérülések kezelésére ajánlotta a vazelint, de bebizonyosodott, hogy az nem segíti a bőr regenerálódását, és nem is szívódik fel a sebben. Hatása abban rejlik, hogy légmentesen lezárja a sérülést, így a baktériumok nem tudnak bekerülni a sebbe, ezáltal a fertőzések elkerülhetők. Egy másik hatása, hogy meggátolja a bőr nedvességének elpárolgását, így a seb nem szárad ki.
- Miután széles körben alkalmazták égési sérülések gyógyításaként, számos más betegség kezelésére is elkezdték használni, például száraz bőr, megfázás, orrvérzés, lábgomba ellen. Állatgyógyászati célokra is felhasználták, például élősködők elpusztítására, vagy a teknőspáncélon megjelenő gombák ellen.
- A gyógyászatban ma is használják a végbél és vastagbél műszeres (endoszkópos) vizsgálata során az eszközök síkosítására.
- A második világháborúban a katonák fényvédő krémként alkalmazták, ugyanis a napból érkező ultraibolya sugárzás ellen majdnem tökéletes védettséget biztosít.
- Napjainkban leggyakrabban kozmetikumokban fordul elő. Bár olcsóbb mint a glicerin, a drágább bőrápoló készítményekben nem alkalmazzák, mert a bőrnek zsíros fényt és tapintást kölcsönöz.
- Mivel meggátolja a víz felszívódását, valamint színtelen, szagtalan és íztelen anyag, ezért vágódeszkák és más, fából készült konyhai eszközök kezelésére szokták alkalmazni. Az így kezelt felületbe nem szívódnak bele a különféle vegyületek, valamint a tisztításuk is egyszerűbb. Néha a tepsik, serpenyők felületének síkossá tételére is alkalmazzák, de általában inkább növényi olajokat használnak erre a célra.
- Az élelmiszeriparban az élelmiszereket készítő gépsorok kenésére, alkatrészek síkossá tételére, sütőformák kikenésére, valamint az élelmiszerek felületének fényessé tételére (pékáruk, édességek, gyümölcsök esetén) alkalmazzák E905b néven. Napi maximum beviteli mennyiségek nincs meghatározva, ugyanakkor nagy mennyiségben hashajtóként viselkedhet.[1]
- Az iparban használatával módosítható más kőolajszármazékok (pl ásványi olaj), vagy viaszok (pl. paraffin) fizikai tulajdonságai, például a keménység, vagy az olvadáspont.
- Szexuális síkosítóként is alkalmazható, de óvszerrel együtt használata nem ajánlott, ugyanis elgyengítheti, vagy kilyukaszthatja azt, mert reakcióba léphet a latex anyaggal, így nagy mértékben megnövelheti a testnedvek átjutásának kockázatát.